# Seznam českých videoher podle roku vydání
Seznam českých videoher podle roku vydání obsahuje přehled videoher, vytvořených v Česku od roku 1983. Do roku 1992 šlo především o hry pro platformu ZX Spectrum (a kompatibilní Didaktik), některé byly vytvořeny také pro PMD 85, Atari a Amiga. Od roku 1992 vznikaly první české hry pro MS-DOS (Tetrix), od roku 1997 pro Microsoft Windows (Gooka).
Seznam nemusí být úplný ani aktuální, vzniká pouze na základě příspěvků uživatelů bez ohledu na to, zda pro danou hru existuje samostatný článek nebo nikoliv.

## 1983
- Setonova hra
- Velký NIM
- Vrhcaby

## 1984
- Business – Obchod
- Hanojské věže
- Helespont
- Logik
- Pexeso
- Poklad

## 1985
- Bowling 2000
- Boxing
- Exotron
- Horace a pavouci
- Indiana Jones a chrám zkázy
- Itemiada
- Karel
- Maglaxians
- Poklad 2
- Space Saving Mission
- Willy Walker

## 1986
- Bludiště
- Dobývání hradu
- Fastidious Spider
- Firewolf
- Jednadvacet
- Kaboom!
- Lupič
- Planet of Shades
- Podraz 3
- Strip Oko
- Šest ran do klobouku
- Šílený Zloděj
- Zabarachuda

## 1987
- 3D Mikrotron
- Akcionář
- Bad Night
- Bimbo
- Bloud
- Boulder Dash
- Casman
- Cokey
- Computer
- Československo
- Dobývání hradu
- Domino 87
- Exoter
- Flappy
- Galactic Gunners
- Glutton
- Gramatika
- Hledač – Cesta za zlatem Mayů
- Hudební Maraton
- Indiana Jones II
- Loydova cesta
- Luxík na Bíbrštejně
- Manic Miner
- Piškvorky
- Podraz 4
- Podraz na Indiana Jonese
- Ruleta
- Secret Mission – James Bond 007
- Star Fly
- Star Swallow
- Sport-Test
- Starfox
- Strgol
- To je on!
- Vlajky 2
- Zámek
- Zlatý pohár

## 1988
- Bludiště
- Exotrauma
- F.I.R.E.
- Flappy
- Fred
- Galaxia
- Jet-Story
- Mrazík '88
- Nim
- Penetrator
- Přízrak nuly
- Pexeso
- Počítáme zpaměti
- Rychlé šípy 1 - Záhada hlavolamu
- Tetris
- Tol
- Velká počítačová loupež

## 1989
- 17.11.1989
- 3D Labyrint
- Atari Logik
- Belegost
- Cesta bojovníka
- Délka života
- Gardner Game
- Hlípa
- Indiana Jones na Václaváku
- James Bond II
- Jirka Hradec in Special Mission
- Jméno růže
- Marioso
- Orbis Pictus - Němčina
- Princ Jasoň
- Prudent Dactyl
- Pomsta Šíleného Ataristy
- Robot Karel
- Saboter
- Sever proti Jihu
- Sop
- Super Husa
- Toskánec

## 1990
- A to snad ne
- Aknadach
- Atomix
- Debil's Action
- Dirty Money
- Double Dash
- Fotbalovy Trener 2
- Help Saturn
- Chrám boha Slunce
- Indiana Jones III
- Krtek a autíčko
- Lazzy Larry
- Mad Monastery
- Mouse
- Music Logic
- Nuclear Adventure or the North Base
- Onyx
- Orbis Pictus - Angličtina
- Program Logik
- Robinson
- Rychlé Šípy I
- Star Dragon
- Terminal
- Tetris 2
- Tom Jones
- Xor

## 1991
- A Je To !
- A Je To ! 2
- Akce Klement
- Alienbusters
- Android
- Ataristuv Protiutok
- ATP Tour
- Bad Dream
- Beerland
- Bonifác
- Cesta bojovníka
- Cityhawk
- Emgeton Story
- Escape from Gross
- Expedice na divnou planetu
- Fantom opery
- Help!!!
- Honzovo Dobrodružství
- Hexagonia
- Cholerická akce III
- Inferno
- Invaze z Aldebaranu
- Jméno růže
- Kidův poklad
- Letris
- Mayská Dlažba
- Pohádková země
- Pomsta bílé diskety
- Poustevníkův život
- Rockmania
- Rychlé šípy 2 - Stínadla se bouří
- SAGA
- Shaolin-Szu
- Suomi World Cup '91
- Záhada Tajemného Domu
- Žižkovská Galérka

## 1992
- Adventurer
- Akcionář II
- Araxon
- Arnal a dva draci zuby
- Atari vs. Commodore
- Brutal Recall
- Castle of Horror
- Cesta kolem světa
- Crux 92
- Dangerous Street
- Dlouhý, široký a tupozraký
- Dobrodružství na WC
- Exploding Atoms
- Flappy
- Flyers
- Foton
- Heroes '92
- Imagine
- Imperator
- Indiana Jones a zlatá soška Keltů
- Inzerát
- Jolly
- Koky
- Eggman
- Leonid
- Mah Jongg
- Microx
- Midnight
- Mluvící balík
- Molecule Arthur
- Nástrahy velkoměsta
- Perestrojka
- Pexeso
- Podraz 3
- Pohádkový příběh
- Powers Of Gloom
- Příběh ze tmy
- Siberův Drahokam
- Spheron
- Stroj Času
- T-Tris
- Telefony I
- Tennis ATP
- Tetris 3-D
- Tetrix
- Tinny
- Vesmírná Odysea
- Videostop
- World Trouble

## 1993
- Achtung, die Kurve!
- Akce Triton
- Archeo
- Asterix & Obelix
- B.A.D.
- Brutal Recall
- Cases
- Cervii
- CoCoCoPo
- Crix
- Den Zúčtování
- Dobrodružství Malého Caparta
- Egypt Adventure
- Flek!
- Golfer
- Honba za pokladem
- Inferno
- Jet Man Silly
- Joe a Ptáci
- Kletba Jižní Země
- Lebky
- Logic Master
- Lost In Time
- Lví Srdce
- Magic Dice
- Magnetit
- Muzeum Mrtvol
- Orion
- Prší
- Re!
- Silvestrovská pecka
- Světák Bob
- Tango (hra)
- Veselé velikonoce
- Vlak

## 1994
- Arc Doors
- Atomix Plus
- Aven
- Black Man
- Bloody Revenge
- Brain Spasm
- Bombay
- Boovie
- Celtix
- Classic
- Colus
- DODO
- Emilnator
- Entity
- Fast Action
- Fotbalovy Trener 3
- Galaktická Říše
- Gunhead
- Hlava Kasandry
- Hrad Smrti
- Jones
- Lemon Blues
- Mavlin: Vesmírný únik
- Melly the Meer
- Mezi věžemi
- Mixtrood
- Naturix
- OK Cash Machine
- Pampuch
- Peloponéská válka
- Pozitronic
- Queens
- Sedm dní a sedm nocí
- Skořápy
- Solitér
- Squares
- Stíny Noci
- Tajemství Oslího ostrova
- Techno Plyn

## 1995
- Advencure
- Alone in the Dark
- Arabela
- Bad Toys 3D
- Blesounie 1.
- Brutal Story
- Cannon Craze
- Cesta k hradu
- Denniffia
- Dračí historie
- Duck Tales
- Escape of Universe
- Falling Down
- Farao
- Flash
- Gold House
- Gravon
- House of Devil
- Hrad Smrti II
- Jay Minesweeper
- Las Vegas
- M. M. 6 Žije
- Magic Island - The Secret of Stones
- Mise Quadam
- Pacomix I.
- Rebel
- Turbo Speedway
- Vendelín v zakletém domě
- Vision
- Whipper-Snapper's Race

## 1996
- Alchemix
- Avex
- Colony 28
- Custer
- Debility
- Dědictví
- Hysteria
- Katapult
- Oil Empire
- Rytíři Grálu
- Testament
- The Legend Of Gasoria
- Unlimited Warriors
- Ve stínu magie
- Zebuland

## 1997
- Asmodeus: Tajemný kraj Ruthaniolu
- Brutal Karate
- Edna
- Fish Fillets
- Gooka
- Krkal
- Léto s Oskarem
- Lurid Land
- Magical Formula
- Masox
- Mutarium
- Permonie
- Piggy
- Prokletí Eridenu
- Pyromania
- R - The Ultimate Joystick Killer
- Total Tetris
- Ugly Blaster
- Zimní dobrodružství

## 1998
- Argo Adventure
- Boovie 2
- Brány Skeldalu
- Coloid
- Dragon Story
- Hesperian Wars
- Horké léto
- Hovniválové aneb Záhada komixu
- Lemmings
- Polda...aneb s poctivostí nejdřív pojdeš
- Posel bohů
- Power Up
- Red Dragon
- Signus
- SnakeMania
- Testament II

## 1999
- Berušky
- Czech Soccer Manager
- DreamLand: Final Solution
- Hidden & Dangerous
- Hidden & Dangerous: Fight for Freedom
- Horké léto 2
- HyperCore
- Jakub a Terezka
- Pacomix II.
- Polda 2
- Přítmí
- Rolling Marbles

## 2000
- 7th Heaven
- Bar
- Becher Arcade
- Becher Race
- Bechera u ledu
- BecherFlask
- BecherMan
- Bubliny
- Buřtík
- Czech Soccer Manager 2000
- Červíci
- Čtyřka
- Dáma 2
- Dinky Island
- Flying Heroes
- Fotbalový manažer
- Hlídej si svého Kajínka
- Kat
- Kulič
- Matiční ulice
- Mravenci
- Pohádka o Mrazíkovi, Ivanovi a Nastěnce
- Polda 3
- Trifle
- Zázračný lék

## 2001
- BecherSlide
- Bechman
- Czech Soccer Manager 2001
- Čtyřlístek: To všechno jsou svaly
- Čtyřlístek: Zítra se bude tapetovat
- Dark Elf
- Duel 5
- Fuckstory: Pátek
- Gordikon
- Hafík
- Chceš se stát Becherem?
- Lektvar
- Loco Commotion
- Melior Annis
- Oktagon
- Operace Flashpoint
- Original War
- Originál
- Red Dwarf Adventure
- Shark! Hunting the Great White
- State of War
- Temelín
- Trabi II: Pohár míru a přátelství
- WebGame
- Worms Realtime

## 2002
- 18 Wheels of Steel
- 911 Fire Rescue
- Akta Becherly Hills 90210
- Becher Logical
- Becherův sen
- BechSolit
- Bombič
- Brány Skeldalu 2: Pátý učedník
- Bulánci
- Cyklon
- Cyklon 2
- Czech Soccer Manager 2002 FE
- Čtyřlístek a strašidelný hrad
- Čtyřlístek: Haló, tady ufoni!
- Čtyřlístek: Modrý přízrak
- Čtyřlístek: V džungli trav
- Čtyřlístek: Ve srubu někdo je
- Čtyřlístek: Velký bengál
- Čtyřlístek: Víkend s Luckou
- Detektiv
- Duke Nukem: Manhattan Project
- Ferda: Sluníčková pouť
- Football Manager 5.02
- Mafia: The City of Lost Heaven
- Operation Flashpoint: Resistance (datadisk)
- Polda 4
- Racer
- Team Factor
- X-pired
- Život není krásný
- Život Není Krásný 2

## 2003
- 13 duchů
- 18 Wheels of Steel: Across America
- Becher Kvíz
- Black Becher
- Červený trpaslík: Pekelně ostrý výlet
- Domácí násilí: Game over
- Gallows Village
- Hidden & Dangerous 2
- Hockey Manager 2003
- Korea: Forgotten Conflict
- Legenda: Poselství trůnu 2
- Logic Puzzle 3D
- Planeta-X
- Posel Smrti
- Samorost
- Satisfaction
- Sektor XIV se odmlčel
- Tonda Zlaťák
- Troll
- UFO: Aftermath
- Vietcong
- Wilma Tetris
- Zahrádka
- Život Není Krásný 3
- Život Není Krásný 4

## 2004
- 18 Wheels of Steel: Pedal to the Metal
- 2004: Vesmírná Becherovka
- Age of Expansion
- Berušky 2
- Cathy's Holidays
- Gooka 2: Záhada Janatrisu
- Hidden & Dangerous 2: Sabre Squadron
- Chmatákov Online
- Jets'n'Guns
- Rapid Gunner
- Revenge (pouze demo)
- Rocketman VC
- Shade: Wrath of Angels
- Starship Trooper
- Vietcong: Red Dawn
- Wings of War
- Řež
- Život není krásný 5

## 2005
- 18 Wheels of Steel: Convoy
- Aquadelic
- Bonez Adventures: Fulaova hrobka
- Chameleon
- Circus Grande
- Cold War
- Daemonica
- Kylko Tales
- Little World
- NI.BI.RU: Posel Bohů
- Necromania
- OceanDive
- Pět kouzelných amuletů
- Polda 5
- Prahy
- Samorost 2
- TruckSaver
- UFO: Aftershock
- Vietcong 2
- Vietcong: Fist Alpha
- Žhavé Léto 3 a 1/2
- Život Není Krásný 6

## 2006
- 18 Wheels of Steel: Haulin'
- Arma: Armed Assault
- BugAbOO
- Deer Drive
- El Matador
- Faux Pa
- Fireman's Adventures
- Gumboy: Crazy Adventures
- Loco Mania
- Mouse Trap
- Pět Vražedných Démonů
- Polda 5: sexy prší
- Ro(c)k Podvraťáků
- Rybář 2
- Undercroft

## 2007
- 18 Wheels of Steel: American Long Haul
- Arma: Queen´s Gambit
- Aquadelic GT
- Broken Hearts
- Bus Driver
- Caverns of the Lost Miner
- Device of Divinity
- Fish Fillets II
- Gumboy: Crazy Features
- Hammer Combat
- King Mania
- MHD Simulator 2007
- Mutant
- NightStalkers: Return to Chernogorsk Zone (modifikace)
- Painkiller: Overdose
- State of War 2: Arcon
- SunbulbZ
- The Quest for Rest
- UFO: Afterlight
- UFO: Extraterrestrials
- Zatracenci
- Život není krásný 7

## 2008
- Archibald's Adventures
- Archmage
- Dragonwave
- Euro Truck Simulator
- Flip-Flap
- FPScore
- Gumboy: Tournament
- Larva Mortus
- Memento Mori
- MOTORM4X
- Riokii
- Tale of a Hero
- Questionaut

## 2009
- 15 Blocks Puzzle
- 18 Wheels of Steel: Extreme Trucker
- 33rd Division
- Alpha Prime
- Arma 2
- Axel & Pixel
- Barevný poklad
- Barvy Avanai
- Be a King: Lost Lands
- Blimp: The Flying Adventures
- BLOODYXMAS
- Buka
- Bzum!
- Crystal Cave Classic
- Čtyři krávy
- Dreamkiller
- Energy Problem
- Fish Fillets II
- Forbidden Saga
- Funňové útočí
- Genetická zahrada
- Ghost in the Sheet
- Grandpa's Candy Factory
- Inquisitor
- Legie
- Lorwar
- LostFellas
- Machinarium
- MHD Simulator 2009
- Numen: Contest of Heroes
- Pan Kulička - Tajemství vesmíru
- Pat & Mat
- Phineas and Ferb Arcade
- Physico
- Plachý trpaslík
- Psycho
- Puzzle Rocks
- Půl Kila Mletýho
- Quazi 1D Game Deluxe
- Rabbitin
- Radiant
- Brain Puzzles 2
- S.M.I.L.E.
- Samurai: Way of the Warrior
- Šaman
- Tetris 3
- Totemo
- Toy Story Mania
- UFO: Afterlight
- Útěk z Kryoxu
- Warped Times

## 2010
- Alter Ego
- Alternativa
- Arma 2: British Armed Forces
- Arma 2: Operation Arrowhead
- Arma 2: Private Military Company
- Be a King 2
- Dots and Boxes
- ESPN Pinball
- Evac
- Everlands
- Faith and Destiny
- German Truck Simulator
- Mafia II
- PacIn: Nermessova pomsta
- Pán Hradu
- Párovaná – Česká levice
- Pontris
- Rytmik
- Samurai II: Vengeance
- Snakenoid
- Sokomania
- Space Revenge
- SuperRope
- The Mirror Mysteries
- TRON: Legacy
- UK Truck Simulator
- Warped Times 2

## 2011
- 18 Wheels of Steel: Extreme Trucker
- 5-in-1 Arcade Hits
- Arma 2: Firing Range
- Bookmania
- Circ
- Dark Disharmony
- Dot 2 Dot Cosmic
- Family Farm
- FireFighters: Whatever It Takes!
- Fish Odyssey
- Helloween
- Heroes Of Mangara
- Infinitum
- Jak přežít vánoce
- MiniSquadron
- NightStalkers: Namalsk Crysis (modifikace)
- One Epic Game
- Osada
- Overkill
- Pirates of the Caribbean: Master of the Seas
- Pool Live Tour
- Public Transport Simulator
- Robotek
- Rush'N Attack: Ex-Patriot
- Sea Empire
- Sea Empire: Winter Lords
- Shadowgun
- Tajemství INDIMU
- Take On Helicopters
- The Impossible Game
- THOR: Son of Asgard
- Top Spin 4
- Trucks & Trailers
- Woozzle
- Zaklínač a Antikrist

## 2012
- 90′s Pool
- Arma 2: Army of the Czech Republic
- Assassin's Creed III: Scalpcard
- Barley beer
- Boredom of Agustín Cordes
- Botanicula
- Carrier Command: Gaea Mission
- Coral City
- Čas zlatých klasů
- Darkhunt
- Darkhunt HD: Brutality
- Deathmetal
- Decathlon 2012
- Dobrý Hejtman
- Euro Truck Simulator 2
- Escapology
- Firelords
- Fish Heroes
- Foosball 2012
- Good Folks
- Goooooal Europa 2012
- Grain's fortress
- Gyro13
- Interande
- J.U.L.I.A.
- J.U.L.I.A. Untold
- Klásek a Zrnka
- Koloběh obilí
- Miner Wars 2081
- Miner Wars Arena
- Mlýnské kolo
- Nemo’s Reef
- Northmark: Hour of the Wolf
- On The Shoulders Of Ancestors
- Pirates Poker
- Playito4Kids: Santa Boxes
- Radiant Defense
- Retro Decathlon 2012
- Rune Legend
- Save the Birds
- Sběrač
- Scania Truck Driving Simulator
- Sea Empire 3
- Shadowgun: Deadzone
- ShotDot
- SIMT MHD
- Ski Park Tycoon
- Sortee
- Spaced Away
- Star Colonies
- Take On Helicopters: Hinds (datadisk)
- The Scarecrow
- Triple Sweets
- Vampires!
- Veselý kombajnista
- Wheat Fantasy
- Yggdrasil: The Tree of Life

## 2013
- 247 Missiles
- Age of Defenders
- Arma 3
- Arma Tactics
- Asteroid Hunters
- Atomic Defense
- Atomic Ninjas
- Ball vs. Zombies
- City Bus Tycoon
- City Bus Tycoon 2
- Crazy Golf Cart 2
- Cubesis
- Čtyřlístek a poklad
- Dark Lands
- Dead Effect
- Desert Chase
- Dwarven Hammer
- Euro Truck Simulator 2: Going East!
- Fallout 1.5: Resurrection (modifikace)
- Flock Flick
- Fruit Dating
- Helga v nesnázích
- Hellbreak
- Hero of Many
- Heroes of Solitairea
- hexee
- Husiti
- Challenges
- Charlie, The Steak
- Kapitán Kalkulík
- Kvakvapark
- Lost Civilization
- Lums
- Mega Dead Pixel
- Mimpi
- Mozkovna
- Munchie Mania
- Octagon
- Oh my heart!
- On Words
- One city’s Adventure
- Overkill 2
- OVOpet Life Village
- Poník Péťa
- PSSST
- Reaper - Tale of a Pale Swordsman
- Resolutions
- Scarab Tales
- Shards
- Skeldal Pexeso
- SliderWood
- Space Labyrinth
- Spaceman VS UFO
- Spycon
- Stickman Freestyle BMX
- Svět sýru
- Tales of Furia
- Teach Me Apps: English for Kids
- Teleporter
- The Lone Ranger
- The Tiny Tale
- The Seasons
- Three colors of depression
- Trapped
- Toy Story: Smash It!
- TurtleStrike
- Veligrad: Fos-Zoe-Nika
- Volleyball Island
- World of Trucks
- Zachraň šneka

## 2014
- 2048 Epic Story
- 66 Percent
- Adventure Pool
- Archamon
- Arma 3: Helicopters (datadisk)
- Arma 3: Karts (datadisk)
- Arma 3: Zeus (datadisk)
- Asistent detektiva Zbyška 2: Vražda v Orion expresu
- Autobird - Flappy Duck
- BeamBlock
- Cardstone
- Cosmic Wars
- Conquer wars
- Cut and Hack
- Defend Your Life
- Dreadgirl
- Dungeon Wheel
- Eggies
- Exotic Fruit-Meet Horned Melon
- F2F: Kingdom wars
- Flappy Footballer-Hand Puppets
- Flappy Indian
- Flappy Rocket
- Galaxy Trucker
- Goodbye Greece
- Gun Master
- Gun Master 2
- Heroes of Mangara: The Frost Crown
- Heterochroma
- Chlapec a kočka
- Iconic
- In the Bog
- In the Deep
- Infinitum: Battle for Europe
- Jak přežít vánoce 2
- Jet Car Stunts
- J.U.L.I.A.: Among the Stars
- Krtek v létě
- Laika: Dog in Space
- Loot Hunter
- Mageo
- McDiary aneb Od zítřka...
- Mluvídek
- Monzo
- Mutanti vs. Vyvolení: Únos
- Na venkově
- Nightly Boredom
- Numerus
- Overkill 3
- Overkill Mafia
- Park Run
- Perfect Paths
- Perfect Shot vs. Spiraling Monsters
- Polda 6
- Poznej slovo
- Puppet Ice Hockey: 2014 Cup
- Puppet Soccer 2014
- Puppet Soccer Champions
- PussyWalk
- RoboZone
- Runaway Express Mystery
- Rybka Alvin slaví Vánoce
- Sakamichi
- Serena
- Sharpe Investigations: Death on the Seine
- Star Wars: Assault Team
- Street Run
- Soccerinho
- Sokomania 2: Cool Job
- Tablexia
- The Dead Town
- The Keep
- Tile On
- Time Treasury
- Tiny Eagle
- The Tiny Tale 2
- TrainCraft
- Tram Tycoon
- TyuTyu NyuNyu:The Forest Ninja
- Warped Times: Pres3nt
- Wheel it!
- Willy Weed
- Wormi
- Zvědavý motýl

## 2015
- 33 grams
- Ahoooj
- Alchemixo
- Amaze
- Annihilate
- Arma 3: Marksmen (datadisk)
- Asistent detektiva Zbyška 2 - Vražda v Orion expresu
- Around the World
- Awaken: Underwater Odyssey
- Baboo Story
- Bloody Aliens!
- Bob a Bobek: Lední hokej
- Boom Sea
- Broučkové
- Captain Zeppel
- Card Lords
- CUBE TICTAC.
- Cut
- Československo 38-89
- Dark Lands Smasher
- Dead Effect 2
- Deck Warlords
- Deep Space Fire
- Dex
- Die in Style
- Drunken Darts
- Dungeon Loot
- Egyptian Match Adventure
- Endless Cave Fall
- Endless Cave Quest
- Euro Truck Simulator 2: Scandinavia (datadisk)
- Frankenstein: Master of Death
- Fruit Jump
- Futoshiki
- Future Factory
- Get Rekt Saga
- Glory Warrior: Lord of Darkness
- Growth Control
- Hex Get
- Hockey Clicker
- Chlapec a čísla
- KiX Soccer Shots
- Krteček a drak
- Krteček na perách
- Legend of Firefly
- Lesokraj
- LineUp
- Lipa Band
- Lipa Pirates
- Lipa Theater
- Lipa Wizards
- Mad Puppet Racing
- Marine Creatures Slots Game
- Mimpi Dreams
- Minaurs
- Mr. Muscle
- Mutanti vs. Vyvolení 2: Zrádce
- Návrat doby temna
- Overcute: Cube Worm
- Pawlo
- Platitude Route
- Pool Live Tour 2
- Prima Kvízy
- Puppet Football Clicker 2015
- Puzzle Fellas
- Pyro! for Messenger
- Qubies
- Rabbit Jump
- Rampage Knights
- Red Copter
- Redhead Sheep
- Rememoried
- Rocks, maps, scissors
- Rytmik Ultimate
- Řachanda
- Rock vs Guitar Legends 2015
- Space Ignite
- Space Jumper
- SpaceSnake
- Splash Cars
- Sunny Side Up
- The Adventures of Mr. Bobley
- The Cube Logic
- The Great Wobo Escape
- thinkBin
- Time Lapsus
- Tiny Drift
- Tiny Miners
- Toby: The Secret Mine
- Ulice smrti
- Unkilled
- Unmechanical: Extended
- War Birds: WW2 Air Strike 1942
- Winterstones
- Woodventure - Mahjong Connect
- Zachraň šneka 2
- Zeroes

## 2016
- Alchemy Jump
- Alice a dračí magie
- Alice:Polepšovna pro čarodějky
- ALONE IN SPACE
- American Truck Simulator
- American Truck Simulator: Arizona (datadisk)
- Animal Run
- Antibored Money
- Arma Mobile Ops
- Arma 3: Apex (datadisk)
- Bez úrazu k pokladu
- Blameless
- Brain Battle
- Brány Skeldalu: 7 mágů
- Breathers
- Bubble Pop Island
- Calming Lia
- Catacomb Hero
- Dark Deck
- Dark Train
- Dead Roadkill Highway
- Dice Nice
- Dino Hunter
- Dog Simulator Puppy Craft
- DOT Challenge
- Duck Duck
- Entite Synapse Runner
- Euro Truck Simulator 2: Vive la France! (datadisk)
- Evonite
- Fall Down Triangle
- Fitness Game Island
- How to Brighten up the Life
- GetMeBro!
- Go Rally
- Grass Max
- Hackers
- Chameleon Run
- Intrude
- Jewelama
- Killing Room
- Krteček a drak
- Legendary Tower Strategy TD HD
- Lichožraní
- Lion Cubs Kids Zoo Games
- Loot Hunters
- Mafia III
- Minimal
- Monster Killing City Shooting
- Monster Simulator Trigger City
- Mountain Rage
- Ninja Madness
- Panda Kids Zoo Games
- Pixel Smashy War - Gun Craft
- Pocket Dungeon
- Pool Live Tour: Champions
- Poznáš to?
- President: Path to Power
- Puppet Football League Spain
- REDCON
- Renoir
- RUNJINAK
- Řachanda
- Safari Kids Zoo Games
- Sibix
- Slots
- Space Merchants: Arena
- Spider Hunter Amazing City 3D
- Star Shooter Arcade
- Super Hero Shooting VR
- The Solus Project
- Take Cover
- Teddy Bear Kids Zoo Games
- Tiny Miners
- TISIC IZIEB
- Top Kick Soccer Real Football
- Trench Assault
- True Ending
- Trupki
- Void Raiders
- Wait for your girlfriend VR
- Wild Zoo Animals Hunting City
- World of Drones: War on Terror

## 2017
- 4x4 Truck Car Hill Race 3D
- AirportRPG
- Azulgar Star Commanders
- Argo
- Archamon
- Arma 3: Jets (datadisk)
- Arma 3: Laws of War (datadisk)
- Amazing Strange Rope Police - Vice Spider Vegas
- Attentat 1942
- Blasted Road Terror
- Block The Ball!
- Bomb Hunters
- Bottle Shooter fps sniper
- Build Battle Craft
- Blue Effect VR
- Cartoon Car Crash Derby Destruction World
- Case Chase
- Clone Armies
- Counter Attack
- DEBUFF
- Dinosaur Simulator 2 Dino City
- Doom Warriors
- Dot Pull
- Dragon Buster mini
- Dungeon Knights
- Erin:The Last Aos Sí
- Euro Truck Simulator 2: Itallia (datadisk)
- Evonite
- Fling Fighters
- FoldSwallow
- Ghostory
- Grand Vegas Gangster Crime 3D
- Hard to Color
- Heli Air Gunship Strike War 3D
- Kouzelný básničkomat
- Loot Quest
- Matemág
- Metro Run Dash
- Monster Killing City Shooting II
- Morps
- Ninja Samurai Assassin Hero IV Medieval Thief
- Ninja Samurai Walking Undead
- Offroad Truck Race Extreme 3D
- Pirates! - the match-3
- Puppet Soccer Zoo - Football
- Quest Cards
- Real Mech Robot - Steel War 3D
- Real Retro Jump
- Real Strike Tiger Fighting
- RoadKill Car Zombie Dead Hit
- Silly Knight
- Skylar & Plux: Adventure on Clover Island
- Smashing Four
- Sorry jako: Jak dobře znáte hlášky Zemana a Babiše?
- Spheer
- Spooky Solitaire – Halloween Tripeaks
- Square Jump City
- Take On Mars
- Take the Cake
- Temple Journey
- The Blossom Rings
- The Naked Game
- The Walking Zombie: Dead City
- Through the Ages
- Tigers – Waves of Tanks
- Time, Space and Matter
- Tragédie Ruprechta Falckého
- Trianguluv
- Ultimate Quiz for CS:GO
- Under Leaves
- WarFriends
- What the Hen!
- Xenofil
- Zeměkvíz

## 2018
- Aggressors: Ancient Rome
- Amazing Epic Clash Battle Simulator
- American Truck Simulator - Oregon (datadisk)
- Annotation of Love
- Arma 3: Tanks (datadisk)
- AstronTycoon
- Band of Defenders
- Battle of Kings
- Beat Saber
- Beat the Song
- Blackjack Casino
- Bob a Bobek králíci z klobouku v MHD
- Blasted Road Terror
- Brath: Brain and Math
- Brick Breaker Halloween
- Candlestorm
- Card Crushers
- Card Deck Stone
- Crazy Cat Rush Racing Run Kitty Craft
- Creepy Scream Scary Horror
- DayZ
- Dino Battle simulator
- Dungeon Faster
- Euro Truck Simulator 2 - Beyond the Baltic Sea (datadisk)
- Fantasy Finger Football
- Fire Flying Dragon Simulator Warrior Sky Rider 3D
- Gifts Reward
- Golem VR
- Grand Pixel Royale Battlegrounds Mobile Battle 3D
- Greenpy Ball: Labyrint
- Guild Loot
- Hacker World War
- Heroes of Flatlandia
- House Escape: Scary Mansion Puzzles
- Husky: The Savior
- Chuchel
- Joyhemia Entertainment
- Kingdom Come: Deliverance
- Kingdom Come: Deliverance - From the Ashes (datadisk)
- Kingdom Come: Deliverance - The Amorous Adventures of Bold Sir Hans Capon (datadisk)
- Medieval Smackdown
- Monkey Rush
- Mothergunship
- One Touch Ball
- PaleoGrims
- Phage Rage
- Pixel Survival Dead Zombie City Strike Combat
- Project Hospital
- Puppet Football Fighters
- Puppet Soccer Champions 2018
- Return to Planet X
- Shadow Deck
- Shadowgun Legends
- Rocket GO
- Sky Duels
- Spider Solitaire
- Star Space Robot Galaxy Scifi Modern War Shooter
- Starting The Game
- Super Crime Steel War Hero - Iron Flying Mech Robot
- Tetrun
- The Apartment
- The Button Game
- TGM: Tryskem k republice
- TV Kvíz
- VidereLux
- Violet Cycle
- Wakanda Burger Chef
- Walking Zombie 2
- Wormy
- Zombie Craft Survival Dead Apocalypse Island
- Zombie Lane Survival
- Zombie Shooter World War Star Battle Gun 3D FPS
- Zombie Shooter World War Star Battle Gun 3D FPS 2

## 2019
- 3Déčko Rallye
- 3x64
- American Truck Simulator - Washington (datadisk)
- Arachnoid VR
- Arma 3: Contact (datadisk)
- Armortale
- AstronTycoon 2: Ritual
- Avoidon
- Battle Car Tycoon
- Beat The Puppet
- Cartoon Strike
- Creepy Granny Evil Scream Scary Freddy Horror Game
- Cubiscape
- DayZ Livonia (datadisk)
- Dead Effect 2 – Escape from Meridian (datadisk)
- Dinosaur Hunter Dino World
- Domov
- Doomed Wars
- Dreadborne Drifters
- Drunken Mile
- Feudal Alloy
- Flippy Friends AR Multiplayer
- Flying UFO
- Frnky frnk
- Galaxy Trucker: Extended Edition
- Gnomy Rummy
- Great Moravia
- Heroes on Tap
- Hexme
- Hmyzolab
- Hravouka
- Indian Arcade
- Jim is Moving Out!
- Just Change Color
- Keep Me Burning
- Kingdom Come: Deliverance - A Woman's Lot (datadisk)
- Kingdom Come: Deliverance - Band of Bastards (datadisk)
- Magic Vials Deluxe
- Merge Burger
- Merge Cute Animals: Cat & Dog
- Merge Muscle Car
- Merge Neon Car
- Merge Sandwich
- Merge Truck
- Merge Pizza
- Metaphobia
- Monolisk
- Ninja Pirate Assassin Hero 6 : Caribbean Ship War
- Paint Blast
- Pilgrims
- Planet Nomads
- Prší, Žolíky, Lodě, Dáma a Dudák - Město hráčů
- Ritual: Sorcerer Angel
- Říkanky paní Zimy
- Skoči Moči
- Smash Casters
- Somnia: Fantasy RPG
- Song Beater: Quite My Tempo!
- Space Engineers
- Spaceball Guardian
- Straitjacket
- Super Stiraci losy
- Sweet Match Mania
- The Prison
- Time, Space and Matter
- Truhla
- Type II[1]
- Večerníčkovo pexeso
- Večerníčku, hop!
- Volcanoids
- Vigor
- Vrána k Vráně sedá
- War Battleground WW2 Shooter
- World of Airports
- World War Polygon
- Yellow Door
- Ylands
- Za devatero sněhuláky
- Zeminátor
- Ztracená reportáž
- Zvěřinec – Pet Doctor

## 2020
- Alchemist’s Artifact
- aMAZEd
- Amazing Powerhero: New York Gangster
- Arranged
- Baxalixo
- Black Hole Hero: Vice Vegas Rope Mafia
- Castle Rampage
- Crawling Of The Dead
- Creaks
- Cubiscape 2
- Cybershift
- Czech Soccer Manager 2020
- Česká hra pro děti
- Dark Asteroids
- Dark Blocks
- Dinosauři VR
- Dollar hero
- Drone Wars VR
- Důkaz 111
- Ecomania
- Engine Evolution
- Factorio
- Falling Ball
- Flip Goal
- Freestyle Extreme Skater: Flippy Skate
- Game of Ur – Sticks & Swords
- Hacker Man
- Hammer & Nail
- Hopply
- Hostage Rescue
- Hurricane Superhero: Wind Tornado Vegas Mafia
- Chronostation
- Imperiums: Greek Wars
- Imperiums: Troy (datadisk)
- Jetman
- JetPets Escape
- Jets'n'Guns 2
- Jumping Gal
- Knightczech: The beginning
- Král Jister
- Legend of Tharsis
- Light the Sea
- Lizards From Outer Space
- Lungo
- Mafia: Definitive Edition
- Medieval Engineers
- Memory Battle
- Merge Airplane: Cute Plane Merger
- Merge Cyber Cars
- Merge Jewels
- Merge Space Ships: Cyber Future Merger 3D
- Merge Tanks
- Ministry of Broadcast
- Octagon 2
- Particle in a Box
- Písmenkový vláček
- Pocket Ships
- Project Hospital – Department of Infectious Diseases (datadisk)
- Project Hospital – Hospital Services (datadisk)
- Puppet Soccer Clash
- Puppet Soccer Striker
- Roll Ball Adventures
- Rope Mummy Crime Simulator
- Shadowgun War Games
- Shooterio
- Sine the Game
- Snow Storm Superhero
- Someday You'll Return
- Street Power Football
- SuperČesko.cz
- Super Miami Girl
- Terra Hex
- The Elementalist VR
- The Pillar
- The Pixel Boy’s Adventures
- Trust Me, I Got This!
- Underground Keeper 2
- Unscripted
- Vectro Blast
- Vegetables Sharks AR
- VR Metro Escape
- Who is faster?
- The Wild Age
- Zombero: Hero Shooter

## 2021
- 11th Dream
- A Knight Never Yields
- Agent Hero
- Apocalypse Heroes
- ArtFormer
- Assassin Hero
- Battlefield of Ragnarok
- Big Bang West
- Buřtobraní
- Castle Builder
- Cloud Cutter
- Comanche
- Connect The Dots
- Cookie Hero
- Czech Soccer Manager 2022
- EmotiBalls
- Fezutau
- Frontier Pilot Simulator
- Gun-tender
- Guroku
- Hack Grid
- Happy Game
- Hobo: Tough Life
- Hrana
- Idle Farming Tycoon
- Impossible Pixels
- Inner Light
- Insiders
- Knights of San Francisco
- Laundro-Man
- Lišák Fox
- Merge Shark
- Machizzle
- Merge Airplane 2
- Merge Animals Zoo
- Merge Apocalypse
- Merge Cute Animals 2
- Merge Fluffy Animals
- Merge Shark
- Merge Tanks 2
- Mini DayZ 2
- MISO
- Monsters & Cherries: Arcade
- Museum Magnate
- Nebuchadnezzar
- Oxilax
- Pengublo
- Pillow Bellow
- Pixelwoods
- Pomsta Kirké
- Scratch Lords
- Silent Sector
- Slovní duel
- Snowman Arena
- Space Engineers – Heavy Industry (datadisk)
- Space Engineers – Warfare 1 (datadisk)
- Space Escape Obstacles
- Speedpunk
- Summoner Storm: Wizard Kingdoms
- Superhero Stickman
- Sushi Bar Tower Defense
- Svoboda 1945
- UFO2Extraterrestrials: Battle for Mercury
- Vykládací karty
- Waxworks: Curse of the Ancestors
- Wild West Hero

## 2022
- 1428: Shadows over Silesia
- Afterglitch
- Arma Reforger
- Bivoj
- Blow Fish Music Quiz
- DeckHex
- Dovez Dědka
- Engine Evolution 2021
- Escape The Dark
- Expedition Zero
- FixFox
- Fragments Of A Mind
- Gedaria
- Guroku Rainbow
- Leave No One Behind: la Drang
- Light Bringer
- Marbles Garden
- Mortalion
- Neon Tail
- Polda 7
- Rage Drivers
- Shy Eye Labyrinth: The Incredible Mystery
- Sokobos
- Space Engineers – Warfare 2 (datadisk)
- Stranger Towers
- The Last Oricru
- The Mystic
- Train To Sachsenhausen
- Woozzle Reborn
- Valér Kočkota – Poklad dědy Přefikkřečka

## 2023
- Amoriax
- Beecarbonize
- Bulánci 2
- Bzzzt
- Calcium Contract
- Crime Boss: Rockay City
- Engine Evolution 2022
- FFF
- The Gray Man
- Hrot
- Keepers & Assassins
- King Jister 3
- Last Train Home
- Mycosis
- NAZDAR! The Game
- Pérák a legendy Prahy
- Pixel Boy - Lost in the Castle
- Plague of Yamorn
- Polda 2 remástr
- Pogoman
- Planetka
- Quantumage
- Rise of Necromancer
- Rogue Planet
- Rolagemix
- SokoChess White
- Sollarion
- What is snowman made of?

## Hry ve vývoji
- Back in Service
- Beware
- Boom Sea
- Cloud Cutter
- Codenames
- Crafting Dead
- Cybermotion
- Dark Train: Coupe
- Destiny Zero VR
- Dungeons of Aledorn
- ESP Houkago
- Extinction Protocol
- Gray Zone Warfare
- Hlína
- Children of the Galaxy
- The Keep 2
- In DOG we Trust
- Imagis
- Kromlech
- Legion 1917: Rise of the Bolsheviks
- Mafia: The Old Country
- Magic Inn
- Mashinky
- Myší Díry
- Multiversum: Find your path to the stars
- Murnatan
- New Arc Line
- Nyrthos
- Other Inside
- Out of Sight
- Panzerkampf
- Party Maniacs Rules
- Passengers
- Phonopolis
- Polda 8
- Pulsar: They listen
- Radiolight
- Refusion
- Scientist's Doom
- Secret of the Deep
- Shattered
- Silence of the Siren
- Silicomrades
- Summoner's Tale
- Tales of Bu
- TAUCETI Unknown Origin
- THE TRUTH of the ternary
- Through the Ages
- Transport Services
- Tribes
- VELVETIST: The City of Machine Guns
- Vestige of the Past
- Virtual SlotCars
- The Walking West
- Wacky Soldiers
- WarEternal
- Wayward Terran Frontier: Zero Falls
- WELCOME
- WesTurn
- Whispers of Prague: The Executioner's Last Cut
- Život není krásný: Poslední Exekuce

## Neznámý rok vydání
- Kosmonauti